# Edoardo Perino
Edoardo Perino (Torino, 15 ottobre 1845 – Rocca di Papa, 31 agosto 1895) è stato un tipografo e editore italiano.
È considerato una delle figure più significative dell'editoria italiana (romana in particolare) di età umbertina.

## Biografia
Figlio di Antonio, tipografo, e di Felicita Magnone, fu iniziato all'arte della stampa da suo fratello Giovanni, sotto la guida del quale divenne un abile capomacchina. Nel 1865 lasciò la città natale, seguendo il trasferimento della capitale d'Italia da Torino a Firenze, venendo raggiunto poi dal fratello. Entrò nella tipografia del giornale fiorentino La Riforma, con uno stipendio di ben 100 lire settimanali, a conferma della sua non comune abilità tipografica.
Con la Breccia di Porta Pia seguì gli italiani a Roma dove, grazie ai risparmi accumulati (alcune migliaia di lire di allora), rilevò a piazza Colonna un locale a fianco del portone di Palazzo Ferrajoli. Lì installò la sua "Azienda giornalistica" da cui prese avvio l'attività nella Capitale. Perino faceva arrivare a Roma tutti i giornali che gli era possibile acquistare, anche quelli stranieri come Le Figaro e il Times. In quei tempi, cioè nei primi anni dell'Italia post-unitaria, Perino era pressoché il solo ad esercitare questo mestiere, diventando ben presto un punto di riferimento dell'informazione cittadina.
Non è facile precisare quando Perino iniziò la sua attività editoriale, a causa dei successivi trasferimenti di sede (prima a via delle Colonnette e a via della Frezza, poi a via Torino con l'acquisto della tipografia "La Bodoniana"). Quel che è certo è che nel 1885 in un palazzo di via del Lavatore poté ospitare una cospicua organizzazione, dalla tipografia all'amministrazione. Dalla modesta "pedalina" passò ben presto a macchine tipografiche molto più moderne; acquistò una rotativa capace di stampare 25 000 copie all'ora.
Perino divenne editore di molti autori di talento, pur ancora sconosciuti, come Grazia Deledda e Giustino Ferri. Stampava anche Salvatore Di Giacomo, Enrico Panzacchi e alcuni volumetti con le poesie di Gioacchino Belli. Introdusse per primo sulla piazza romana la pubblicazione di un'opera a fascicoli, già sperimentata con successo a Milano e a Torino. Con Le memorie di Mastro Titta, una biografia romanzata del celebre boia Mastro Titta, e Beatrice Cenci (del livornese Francesco Domenico Guerrazzi), Edoardo Perino ebbe un vero colpo di fortuna: le vendite toccarono vette mai raggiunte prima. Queste e altre opere erano dei veri e proprio romanzi d'appendice, destinati al grande pubblico. Nel 1887 volle lanciare un giornale romanesco e così divenne editore del Rugantino. Ne affidò la direzione a Giggi Zanazzo, considerato dal Perino un ottimo poeta in vernacolo e pregevole scrittore per il quale aveva già edito alcuni volumi. Con l'ausilio del giornale, il Perino organizzò il primo festival della canzone romanesca, il famoso Sangiovanni, che si svolse per decenni davanti alla basilica del santo.
L'ultimo lavoro edito da Perino fu "Il Valore Italiano", periodico illustrato che trattò temi storici, militari e patriottici. Fu fondato nel 1895 e diretto da Oreste Gorra.